# Prepona licomedes
Prepona licomedes is een vlinder uit de familie van de Nymphalidae. De wetenschappelijke naam van de soort is voor het eerst geldig gepubliceerd in 1777 door Pieter Cramer.